# L'arbitro (film, 1974)
Pour les articles homonymes, voir L'arbitro.
Pour plus de détails, voir Fiche technique et Distribution.
L'arbitro est un film italien réalisé par Luigi Filippo D'Amico et sorti en 1974.

## Synopsis
Carmelo Lo Cascio, un arbitre de football d'Acireale, vit pour réussir et devenir un arbitre international. Cependant, il doit également satisfaire les appétits sexuels de sa femme légitime et d'une maîtresse très exigeante. Afin d'améliorer ses performances professionnelles et amoureuses, Lo Cascio commence à prendre des amphétamines de manière de plus en plus massive, au point de devenir fou : lors d'un match de football international, il refuse de siffler la fin du match et est emmené par la police.

## Fiche technique
- Titre original italien : L'arbitro[1]
- Réalisateur : Luigi Filippo D'Amico
- Scénario : Raimondo Vianello, Sandro Continenza, Giulio Scarnicci (it) et Luigi Filippo D'Amico
- Photographie : Sergio D'Offizi (it)
- Montage : Marisa Mengoli
- Musique : Guido et Maurizio De Angelis
- Décors : Walter Patriarca (it)
- Costumes : Walter Patriarca (it)
- Sociétés de production : Documento Film
- Pays de production :  Italie
- Langue originale : italien
- Format : Couleur - 1,85:1 - Son mono - 35 mm
- Durée : 112 minutes
- Genre : Comédie
- Dates de sortie :
  - Italie : 21 février 1974

## Distribution
- Lando Buzzanca : Carmelo Lo Cascio
- Joan Collins : Elena Sperani
- Gabriella Pallotta : la femme de Lo Cascio
- Ignazio Leone : Fichera
- Marisa Solinas : la femme de Fichera
- Massimo Mollica : La Forgia
- Daniele Vargas : responsable des arbitres
- Maurizio Barendson : lui-même
- Alfredo Pigna : lui-même
- Bruno Pizzul : lui-même
- Nicolò Carosio : lui-même
- Antonio La Raina : Antonio
- Gianfranco Barra : policier à Terni
- Umberto D'Orsi : médecin
- Elisabeth Turner : la sœur de Carmelo
- Dante Cleri : chauffeur de taxi
- Alvaro Vitali : facteur

## Production
De nombreuses personnalités du monde du football, dont Bruno Pizzul (it) et Nicolò Carosio, jouent leur propre rôle dans le film. Le personnage de l'arbitre, joué par Lando Buzzanca, est inspiré, notamment par l'assonance de son nom, de Concetto Lo Bello.

### Musique
La chanson du générique de début, Football Crazy, est interprétée par Giorgio Chinaglia

### Tournage
Le film a été tourné entre Rome et Acireale, avec quelques scènes tournées dans le stade Libero Liberati de Terni, au stade San Siro et dans un stade au Kenya. Les images du match Rome-Hellas Verona sont réelles. Le match, qui s'est terminé par un score de 1-0, a été joué le 18 novembre 1973.